# بنجامین زراندونا
بنجامین زراندونا (انگلیسی: Benjamín Zarandona؛ زادهٔ ۲ مارس ۱۹۷۶) بازیکن فوتبال اهل اسپانیا است.
از باشگاه‌هایی که در آن بازی کرده‌است می‌توان به باشگاه فوتبال رئال بتیس، باشگاه فوتبال رئال وایادولید، باشگاه فوتبال کادیس، و باشگاه فوتبال خرز اشاره کرد.
وی همچنین در تیم‌های ملی فوتبال زیر ۲۱ سال اسپانیا، زیر ۲۳ سال اسپانیا، و گینه استوایی بازی کرده‌است.